# Unia gospodarcza
Unia gospodarcza – wyższa forma wspólnego rynku, w którym kraje członkowskie dokonały także harmonizacji wszystkich rodzajów polityki, mających wpływ na warunki konkurencji na rynkach narodowych. Przedmiotem takiej harmonizacji są przede wszystkim polityka podatkowa, pieniężna i społeczna. W przypadku gdy w unii gospodarczej wprowadza się także wspólną walutę, unia ta staje się też unią walutową.
Jest to forma integracji gospodarczej państw, polegająca na:
- prowadzeniu wspólnej polityki handlowej
- prowadzeniu wspólnej polityki rolnej
- prowadzeniu wspólnej polityki transportowej
- prowadzeniu wspólnej polityki ochrony środowiska
- prowadzeniu wspólnej polityki w innych żywotnych działach
- ustanowieniu unii celnej
- ustanowieniu wspólnego rynku
- ujednolicaniu ustawodawstwa

Obecnie jedynym przykładem unii gospodarczej jest Unia Gospodarcza i Walutowa w ramach Unii Europejskiej.